# Ngwatsau
Ngwatsau è un villaggio del Botswana situato nel distretto Meridionale, sottodistretto di Barolong. Il villaggio, secondo il censimento del 2011, conta 393 abitanti.

## Località
Nel territorio del villaggio sono presenti le seguenti 1 località:
- Morokolwane di 73 abitanti